# Andrea Pisano

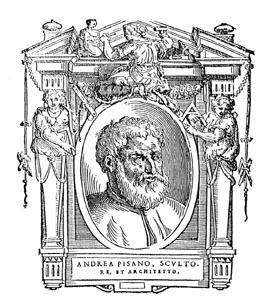
Retrato de Andrea Pisano. Ilustración de Le Vite de Giorgio Vasari. Edición de 1568.

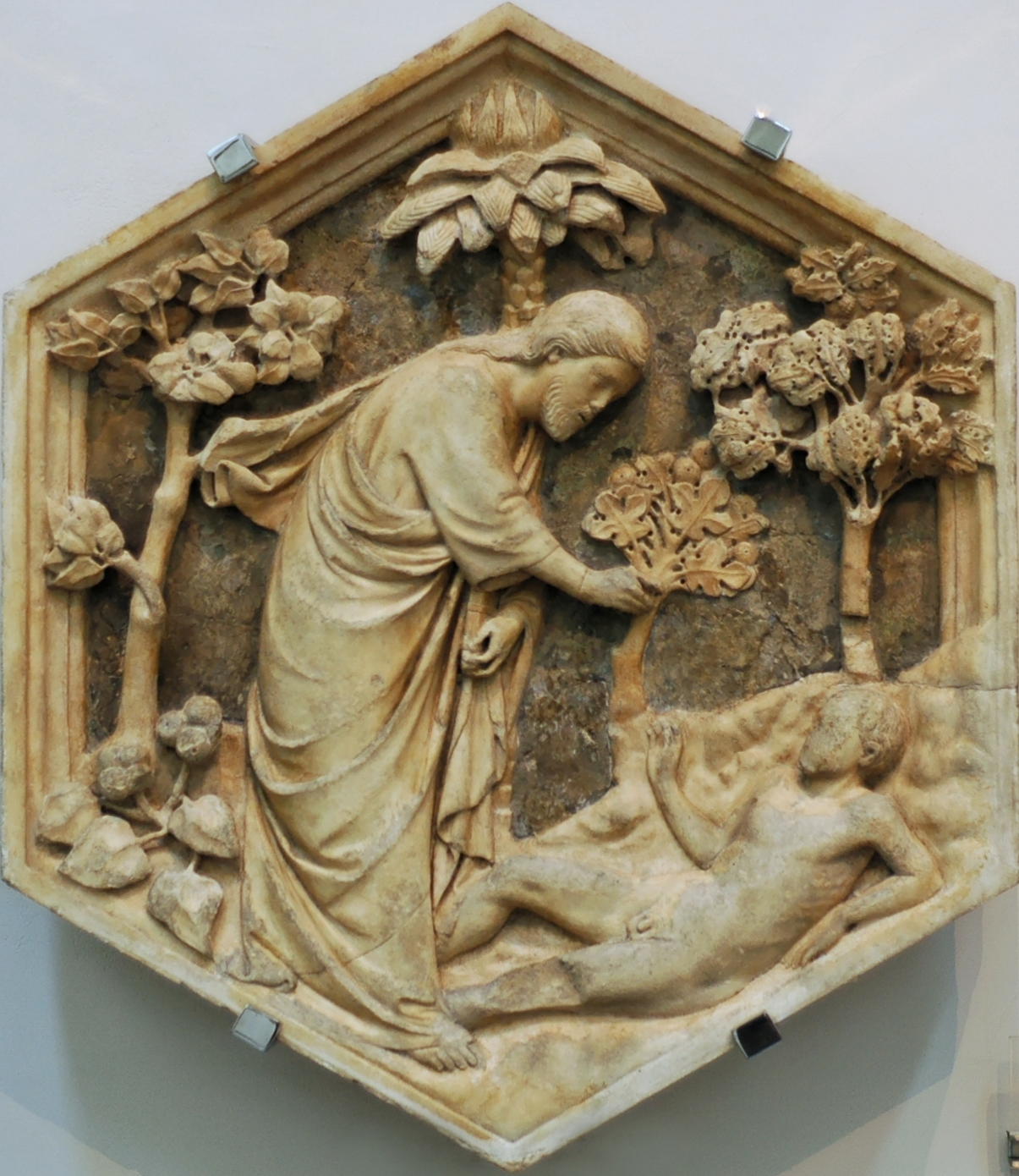
Creación de Adán para el Campanario de la catedral de Santa María del Fiore de Florencia. Museo dell'Opera del Duomo (Florencia).

Andrea Pisano (Pontedera, 1290-1348 Orvieto), también conocido como Andrea da Pontedera o Andrea d'Ugolino da Pontedera, fue un escultor y arquitecto italiano.
Cuando murió, a la edad de 55 años, fue sepultado por Nino en Santa María del Fiore. Es considerado el mejor ejemplo en practicar la pintura simultáneamente con su oficio, tanto fue así que llegó a ser considerado "el hombre más grande que en esa profesión hayan tenido hasta sus días los Toscanos", especialmente en cuanto a la fundición del bronce. Por ello, sus obras fueron muy apreciadas y premiadas por todos aquellos que las conocieron.[cita requerida]

## Escultor y arquitecto
Ya desde joven le encargaron realizar unas figuras de mármol en Santa María del Ponte, que le constaron renombre, siendo invitado a ir a trabajar a Florencia, en la construcción de Santa María del Fiore para llevar a cabo los motivos proyectados para el principio de ese edificio. En este proyecto le encargaron el retrato natural en mármol del Pontífice Papa Bonifacio VIII. Además, para esta misma iglesia llevó a cabo, en tubernáculos o en nichos, algunas figuras de profetas, y más esculturas para decorar dicha fachada.[cita requerida]
Fue popularmente conocida la dificultad que en escultura habían encontrado los maestros que lo precedieron, cuyas esculturas eran toscas y adocenadas, mientras que las de Andrea parecían milagrosas. Es en la plasticidad de sus obras donde se advierte bien la transición del arte gótico al renacentista. Las esculturas antiguas parecían groseras; ejemplo de ellas son: Puerta Principal de San Paolo, Florencia, y en piedra, la Iglesia d'Ognissanti, las cuales están hechas de tal modo que mueven a risa a quienes las observan, en vez de causarles asombro o placer.[cita requerida]
Además, gracias a las Victorias de los Pisanos, muchas antigüedades y sarcófagos llevados a Pisa se encuentran aún hoy cerca del duomo y el camposanto, de los que el autor derivó gran provecho y enseñanza, ventaja que no tuvo Giotto.[cita requerida]
Después de estudiar el nuevo estilo de Giotto y las pocas antigüedades que conocía, Andrea suavizó las torpezas y empezó a trabajar mejor y dar mucha más belleza a sus obras que ningún otro escultor de su arte hasta sus días. Fue ayudado por muchos personajes importantes de la época cuando empezó a brillar, gracias a su inteligencia, su capacidad y su destreza.[cita requerida]
Debido a su gran talento demostrado tiempo atrás, le encargaron realizar en bronce una de las puertas del Templo San Giovanni, ya que era el más capaz, no solo de Toscana sino de toda Italia. Fue el primero en poner mano a la conducción perfecta de una gran obra, como fueron los episodios de la vida y muerte de San Juan Bautista con alegorías de las virtudes cardinales y teologales. Es su única obra firmada y fechada (1330). Las puertas norte y este se confiaron a Lorenzo Ghiberti, laureado y ganador del concurso organizado y financiado por Arte di Calimala, prosiguiendo el esquema de Pisano al dividir las puertas en veintiocho paneles. La terminó en 1339, expuesta allí hasta que Lorenzo Ghiberti hizo la que actualmente se encuentra, y la de Andrea se colocó en la Misericordia. Durante este periodo, llevó a cabo además el modelo del Templo de San Giovanni de Pistoya, que se fundó en 1337.[cita requerida]
Antes de 1330 no hay documentos sobre su trabajo o su vida. En la documentación florentina, entre 1330 y 1336, se le cita como orfebre. Su labor en las puertas del baptisterio ponen de relieve las influencias sienesas y de Giotto. Se ha sostenido la hipótesis de que habría completado su aprendizaje junto al orfebre de Pistoya Andrea di Jacopo d'Ognabene.
Como había estudiado arquitectura, se le presentó la ocasión de que la Comuna de Florencia lo emplease en ese arte para trazar los planos del Castillo de Scarpería, en Muegello, al pie de los Alpes.Dicen algunos que Andrea estuvo un año en Venecia y allí esculpió pequeñas figuras de mármol que están en la Fachada de San Marcos. En su vuelta a Florencia, tuvo que realizar apresuradamente ocho braccia más de altura para la muralla, temiendo la llegada del emperador. Andrea Pisano, mientras vivía en Florencia, produjo también muchas obras escultóricas importantes en mármol, todas las cuales muestran una fuerte influencia de Giotto. En 1340 sucedió a Giotto como maestro de la obra de la catedral de Florencia.
Hacia 1341, abandonó Florencia para ir a Pisa, quizá en compañía de sus hijos Nino y Tommaso, también escultores, con quienes trabajaría allí en la realización de algunas esculturas.
En trabajos de arquitectura el Duque Gualterio de Atenas empleó a Andrea para que ampliase la Plaza, forticase su palacio, realizase contables torres alrededor de sus murallas, cumpliendo así el deseo del duque de convertir su palacio en un complejo mayor, gracias a los agregados incluyendo el recinto de casa de los Filipetri, la torre y las casas de los Amidei y los Mancini y la de los Bellalberti.
En 1347 se trasladó a Orvieto en Umbría, donde se hizo cargo de la dirección de la construcción de la catedral. Probablemente debido a la peste fue en esta ciudad donde murió.
Por todo esto, Andrea mereció no solo grandes premios, sino la Carta de Ciudadanía, hecho ciudadano florentino por la Señoría, recibió empleos y magistraturas en la ciudad, y sus obras fueron apreciadas mientras vivió y después de su muerte, pues no se encontró quien lo superara, hasta la llegada de Donatello, Filippo Brunelleschi y Lorenzo Ghiberti.

## Lista de obras
- Retrato en mármol del Papa Bonifacio VIII, Fachada de la Catedral Santa María del Fiore, Florencia.
- Figuras de San Pedro y San Pablo, Fachada de la Catedral Santa María del Fiore, Florencia.
- Figuras de Profetas, Puerta Principal, Catedral Santa María del Fiore, Florencia.
- Cuatro estatuas de los principales doctores de la Iglesia, San Jerónimo, San Ambrosio, San Agustín y San Gregorio, Santa María del Fiore, Florencia.
- Dos estatuas de mármol, San Esteban y San Lorenzo, en los ángulos externos de la Catedral Santa María de Florencia.
- Virgen de tres Braccia y media de alto con niño en brazos en el altar de la Iglesita y Compañía de la Misericordia, en la Plaza San Giovanni, Florencia.
- Figura de la Virgen en la Puerta lateral de la Misericordia, en la Fachada Cialdonai.
- Ocho Braccia más altas que la muralla en la parte entre San Gallo y la Puerta del Prato, Florencia.
- Una puerta en bronce del Templo de San Giovanni.
- Tabernáculo del altar Mayor en San Giovanni.
- Pequeñas figuras que completan el Campanile, en la Catedral Santa María del Fiore, Florencia.
- Marcos almendrados con la representación de los siete planetas, las siete virtudes y las siete obras de la misericordia, en medio relieve.
- Puerta sur, fundida en bronce, del Baptisterio de San Juan, Florencia